# Alone in the Dark: Illumination
Alone in the Dark: Illumination est un jeu vidéo de tir à la troisième personne de type survival horror développé par Pure FPS et publié par Atari Inc. le 11 juin 2015 sur PC. Il s'agit du sixième jeu de la saga Alone in the Dark et le premier à pouvoir se jouer à plusieurs. Il s'agit également du premier jeu de la série à ne pas avoir été développé par un studio français.

## Personnages
- The Hunter (Theodore Carnby) : personnage principal du jeu et descendant d'Edward. Il est un personnage jouable. Il ressemble à son ancêtre du jeu précédent. Il porte un blouson brun et un pantalon gris.
- The Witch (Sara Hartwood) : descendante d'Emily qui est vu dans Alone in the dark 1 et Alone in the dark 3. Elle est un personnage jouable. Elle porte un t-shirt noir, une jupe en cuir et des bottes noirs.
- Mitch Preston (personnage mentionné) : le milliardaire et PDG de la déluge Multinational Company.
- Peter ZZ Zilch (personnage mentionné) : le chef actuel de Black Brotherhood.
- The Engineer (Gabriella Saunders) : Elle est la fille du chef ingenieur. Elle porte le même nom de famille de Grace de Alone in the Dark 2. Elle est un personnage jouable. Elle porte un sweatshirt gris et un pantalon en camouflage.
- The Priest (Henry Giger) : Il est un fanatique religieux. Il est un personnage jouable. Il porte un manteau sombre et un chapeau.
- Y'Golonac (personnage mentionné) : Un monstre.
- Aurora (personnage mentionné) : une membre de Martense Order.
- Symbaline (personnage mentionné) : une membre de Martense coven.
- Teresa (personnage mentionné) : une membre de Martense Order.

## Accueil
Le jeu fut très mal accueilli à sa sortie et obtint une note de 18,75 % chez GameRankings et 19/100 chez Metacritic.